# Diplotaxis crinigera
Diplotaxis crinigera är en skalbaggsart som beskrevs av Bates 1888. Diplotaxis crinigera ingår i släktet Diplotaxis och familjen Melolonthidae. Inga underarter finns listade i Catalogue of Life.